# عبد الوهاب الزهراني
عبد الوهاب صالح الزهراني مواليد 22 مايو 1994 في ، السعودية، هو لاعب كرة قدم سعودي يلعب لنادي مضر.

## مسيرة اللاعب
لعب لنادي التعاون في الفئات السنية و نادي وج ونادي التقدم ونادي الحجاز ونادي الريان ونادي مضر.